# Talinaceae
Talinaceae, biljna porodica u redu klinčićolike koja se sastoji od dvadesetak vrsta vazdazelenih trajnica, lijana i polugrmova. Ime je dobila ime po najrasprostranjenijem rodu  Talinum. Vrste ovih rodova raširene su po Južnoj Americi, Africi i Madagaskaru.

## Rodovi
1. Talinella Baill. (12 spp.)
2. Talinum Adans. (15 spp.)
3. Amphipetalum Bacigalupo (1 sp.)